# Partito Democratico di Russia
Il Partito Democratico di Russia (in russo Демократическая партия России?, Demokratičeskaja partija Rossii) è un partito politico della Federazione Russa, nato nei primi anni novanta e registrato presso le autorità il 30 novembre 2001 (in ottemperanza alle nuove normative).
Il DPR prese parte alle elezioni legislative del 2003, dove si è classificò ottavo col 0,22% dei voti. Alle elezioni del 2007, invece, ha conquistato lo 0,19% dei voti, non eleggendo alcun deputato.
Nel 2012 il partito venne rifondato.

## Programma
Il Partito Democratico di Russia (DPR) si definisce un soggetto liberal-conservatore. Il DPR ha criticato le altre forze liberali (Jabloko, Unione delle Forze di Destra e Progetto Civico) perché poco attente alla costruzione di una federazione tra tutte le forze democratiche, per assicurare un'alternativa credibile rispetto al Partito Comunista della Federazione Russa, il Partito Liberal-Democratico di Russia
(nazionalisti), Russia Unita (conservatori populisti). Il DPR ha quale proprio principale referente la «classe media», di recente formazione, che non ha ben pochi legami con la burocrazia statale, da cui provengono i politici di quasi tutte le formazioni politiche russe. Il manifesto politico del DPR precisa, però, che: «Noi non siamo "il partito della classe media" noi siamo i rappresentanti della classe media; abbiamo il diritto morale di parlare a suo nome». I valori conclamati sono: «famiglia, lavoro, casa, automobile». Il DPR afferma di condividere i valori democratici, «ma non in astratto», bensì soltanto perché «strumentali ai nostri interessi».

## Organigramma
Capo del partito e presidente del Comitato centrale è Andrej Vladimirovič Bogdanov, già nel gruppo dirigente di Russia Unita. Co-presidente del Comitato centrale è Vjačeslav Nikolaevič Smirnov.

## Risultati elettorali
| Elezione          | Voti   | %    | Seggi   |
| ----------------- | ------ | ---- | ------- |
| Parlamentari 2007 | 89.780 | 0,13 | 0 / 450 |

| Elezione           | Elezione | Candidato       | Voti    | %    | Esito         |
| ------------------ | -------- | --------------- | ------- | ---- | ------------- |
| Presidenziali 2008 | I turno  | Andrej Bogdanov | 965.471 | 1,30 | ❌ Non eletto |